# Semion Mogilevich
Semion Yudkovich Mogilevich (em ucraniano: Семен Юдкович Могилевич; romanizado: Semén Yúdkovych Mohylévych [seˈmɛn ˈjudkowɪtʃ moɦɪˈlɛwɪtʃ]; Kiev, 30 de junho de 1946) é um chefe do crime organizado russo nascido na Ucrânia. Ele é descrito por agências da União Europeia e dos Estados Unidos como o boss of bosses ("chefe dos chefes") da maioria dos sindicatos da máfia russa no mundo. Acredita-se que ele comande um império criminoso internacional multibilionário e é descrito pelo FBI como "o gângster mais poderoso e perigoso do mundo", com imenso poder e alcance em escala global, e conexões com importantes autoridades governamentais, militares e policiais, além de políticos poderosos ao redor do mundo. Ele foi acusado pelo FBI de "tráfico de armas, assassinato por encomenda, extorsão, narcotráfico e prostituição em escala internacional".
Os apelidos de Mogilevich incluem "Don Semyon", "The Brainy Don" (por causa de sua perspicácia nos negócios), "Boss of bosses" e "Mr. Wisdom". De acordo com telegramas diplomáticos dos Estados Unidos, ele controla a RosUkrEnergo, uma empresa ativamente envolvida na disputa comercial pelo gás natural entre Rússia e Ucrânia.
Olexandr Turtchynov, que foi nomeado presidente interino da Ucrânia em fevereiro de 2014, compareceu ao Pecherskyi District Court em 2010 por supostamente destruir arquivos pertencentes a Mogilevich. Pouco antes de seu assassinato, o desertor russo do FSB Alexander Litvinenko alegou que Mogilevich tinha um "bom relacionamento" com Vladimir Putin desde a década de 1990.
William S. Sessions, diretor do FBI de 1987 a 1993 durante as presidências de Ronald Reagan e George H. W. Bush, foi advogado de Mogilevich nos Estados Unidos até seu falecimento, em 12 de junho de 2020.

## Biografia

### Juventude
Mogilevich nasceu em 1946 em uma família judia no bairro de Podil, em Kiev. Ele se formou em economia pela Universidade de Lviv.
De acordo com as agências de segurança, no início da década de 1970 Mogilevich já estava envolvido em negócios criminosos. Em 1974, ele foi condenado por violar as regras de transações monetárias e, em 1977, foi condenado por fraude. Segundo o advogado de Mogilevich, Pogonchenkov, seu cliente em 1977 preferiu dizer que o ato que cometeu foi uma fraude e não uma transação monetária, já que o Artigo 88 do Código Penal da RSFSR sobre transações ilegais de moeda, que estava em vigor naquela época, previa a pena de morte em caso de reincidência.
Sua primeira fortuna significativa veio de golpes contra companheiros judeus soviéticos (principalmente ucranianos e russos) ansiosos para emigrar, inclusive para Israel, o país onde o próprio Mogilevich viveu brevemente em 1990. Segundo alguns relatos, Mogilevich ganhou uma quantia considerável de dinheiro como intermediário vendendo joias e obras de arte pertencentes a judeus que emigraram de Kiev na década de 1980. Mogilevich fez acordos para comprar os ativos, vendê-los pelo valor justo de mercado e repassar os lucros. Em vez disso, simplesmente vendeu os ativos e embolsou os lucros. Ele cumpriu duas penas de prisão, de 3 e 4 anos, por crimes de negociação de moedas.
Na década de 1980, de acordo com o FBI, Mogilevich era o principal contato de lavagem de dinheiro da Solntsevskaya Bratva.

### Hungria
No início de 1991, Mogilevich mudou-se para a Hungria e se casou com sua namorada húngara Katalin Papp. Ele tem pelo menos três filhos: uma filha com a ex-esposa Tatiana Markova, um filho com a ex-esposa Galina Grigorieva e um filho com Papp. Por meio de seu casamento com Papp, ele obteve um passaporte húngaro. Morando em uma vila fortificada nos arredores de Budapeste, continuou a investir em muitos empreendimentos; ele comprou uma fábrica de armamentos local, a Army Co-Op, que produzia armas antiaéreas.
Em 1994, o grupo Mogilevich obteve o controle do Incombank, um dos maiores bancos privados da Rússia, em um acordo secreto com o presidente do banco, Vladimir Vinogradov, obtendo acesso direto ao sistema financeiro mundial. O banco faliu em 1998 sob suspeitas de lavagem de dinheiro.

### República Tcheca
Em maio de 1995, uma reunião em Praga entre Mogilevich e Sergei Mikhailov, chefe da Solntsevskaya Bratva, foi invadida pela polícia tcheca; a ocasião foi a festa de aniversário de um dos mafiosos de Solntsevo. Duzentos participantes (incluindo dezenas de prostitutas) do restaurante U Holubů, de propriedade de Mogilevich, foram detidos e 30 expulsos do país. A polícia foi informada de que o grupo Solntsevo pretendia executar Mogilevich na festa por um pagamento contestado de US$ 5 milhões. Mogilevich nunca chegou e acredita-se que uma figura importante da polícia tcheca, trabalhando com a Máfia Russa, o tenha alertado. Logo depois, o Ministério do Interior tcheco impôs uma proibição de entrada de dez anos sobre ele, enquanto o governo húngaro o declarou persona non grata e os britânicos barraram sua entrada no Reino Unido, declarando-o "um dos homens mais perigosos do mundo".

### Toronto
Em 1997 e 1998, a presença de Mogilevich, Mikhailov e outros associados à Máfia Russa por trás de uma empresa pública negociada na Bolsa de Valores de Toronto (TSX), a YBM Magnex International Inc., foi exposto por jornalistas canadenses. Em 13 de maio de 1998, dezenas de agentes do FBI e de várias outras agências do governo dos Estados Unidos invadiram a sede da YBM em Newtown, Pensilvânia. As ações da empresa pública, avaliadas em US$ 1 bilhão na TSX, perderam o valor da noite para o dia.

### Cosa Nostra Americana
Em 1998, um informante do FBI disse aos federais que um dos principais tenentes de Mogilevich em Los Angeles se encontrou com dois russos da cidade de Nova Iorque com laços com a Família Genovese para intermediar um esquema para despejar lixo tóxico americano na Rússia ou na Ucrânia; o homem de Mogilevich disse que a Máfia Vermelha descartaria o lixo tóxico na região de Chernobil "provavelmente por meio de pagamentos para a descontaminação local", diz um relatório confidencial do FBI.

### Lavagem de dinheiro e evasão fiscal
Até 1998, o Inkombank e o Bank Menatep participaram de um esquema de lavagem de dinheiro de US$ 10 bilhões por meio do The Bank of New York Mellon. Mogilevich também era suspeito de participação em fraude fiscal em larga escala, onde óleo de aquecimento não tributado era vendido como combustível para automóveis altamente tributado — um dos maiores escândalos que eclodiram por volta de 1990–1991.
Estima-se que até um terço dos combustíveis vendidos passaram por esse esquema, resultando em enormes perdas fiscais para vários países da Europa Central (República Tcheca, Hungria, Eslováquia e Polônia). Na República Tcheca, estima-se que o escândalo tenha custado aos contribuintes cerca de 100 milhões de coroas checas (≈US$ 5 milhões) e envolveu, além de outros, assassinatos e a tentativa de assassinato de um jornalista que escrevia sobre o problema.
Em 2003, Mogilevich entrou na lista dos dez foragidos mais procurados pelo FBI por sua participação no esquema para fraudar investidores na empresa canadense YBM Magnex International Inc.. Frustrados com as tentativas anteriores de acusá-lo de tráfico de armas e prostituição, eles se decidiram por acusações de fraude em larga escala como a melhor esperança de capturá-lo. Ele era considerado o mafioso russo mais poderoso vivo. Em uma entrevista de 2006, o ex-oficial de combate ao crime organizado do governo Clinton, Jon Winer, disse: "Posso dizer que Semion Mogilevich é um dos criminosos organizados mais sérios que já conheci e estou confiante de que ele é responsável por assassinatos por encomenda".
Mogilevich foi preso em Moscou em 24 de janeiro de 2008 por suspeita de sonegação fiscal. Ele foi libertado sob fiança em 24 de julho de 2009. Após sua libertação, o Ministério do Interior russo declarou que ele foi libertado porque as acusações contra ele "não são de natureza particularmente grave".
Ivan Fursin tem sido intimamente ligado a Mogilevich.

### Esforços dos Estados Unidos para prendê-lo
Em 22 de outubro de 2009, o FBI nomeou Mogilevich como o 494º fugitivo a ser colocado na lista dos dez foragidos mais procurados. A Agência o removeu da lista em dezembro de 2015, indicando que ele não atendia mais aos critérios da lista, por razões relacionadas ao fato de viver em um país com o qual os Estados Unidos não mantêm um tratado de extradição.
Segundo relatos do FBI, Mogilevich tinha alianças com a Camorra, em particular com Salvatore De Falco, um membro de escalão inferior do Clã Giuliano. Mogilevich e De Falco teriam se encontrado em Praga em 1993.
Mogilevich vive livremente em Moscou, de acordo com o FBI. Quanto ao próprio Mogilevich, agências governamentais de segurança pública do mundo inteiro já tentavam processá-lo há mais de 10 anos. Mas ele tinha, nas palavras de um jornalista, "um talento especial para nunca estar no lugar errado na hora errada".
Tanto Mogilevich quanto seu associado Mikhailov deixaram de viajar para o Ocidente no final da década de 1990.
Em 6 de abril de 2022, o FBI renovou seus esforços para capturar Mogilevich, trabalhando em conjunto com o Departamento de Estado dos Estados Unidos. O Programa de Recompensas para o Crime Organizado Transnacional do Departamento de Estado agora oferece uma recompensa de até US$ 5 milhões por informações "que levem à prisão e/ou condenação" de Mogilevich.